# Reinhold von Fischer-Loßainen
Gustav Siegfried Reinhold Fischer, seit 1910 von Fischer-Loßainen (* 30. Juni 1870 in Groß Hubnicken; † 12. September 1940 auf Gut Loßainen) war ein deutscher Konteradmiral und Marineattaché.

## Leben

### Herkunft
Reinhold war ein Sohn des Kreisdeputierten Gustav Fischer (1841–1885) und dessen Ehefrau Elfriede Jachmann (1848–1934).

### Militärkarriere
Fischer trat am 13. April 1888 als Kadett in die Kaiserliche Marine ein. Nach seiner Grundausbildung an Land und auf dem Schulschiff Niobe kam er erstmals an die Marineschule. Im Anschluss daran setzte er seine Ausbildung auf verschiedenen Schiffen fort und kehrte vom 1. Oktober 1891 bis 30. September 1892 ein weiteres Mal an die Marineschule zurück. Nach der erfolgreichen Beendigung im September 1892 erhielt er am 17. Oktober 1892 mit Rangdienstalter vom 12. Mai 1891 sein Offizierspatent als Unterleutnant zur See. Nach verschiedenen Bordkommandos absolvierte Fischer-Loßainen dann von Oktober 1899 bis Ende April 1901 den I. und II. Coetus an der Marineakademie und war zwischenzeitlich für zwei Monate Kommandant des Torpedobootes S 61.
Im Anschluss daran diente Fischer bis Ende September 1901 als Navigationsoffizier auf dem Kleinen Kreuzer Niobe und versah dann seinen Dienst als Admiralstabsoffizier im Stab der Marinestation der Ostsee. Am 28. September 1904 folgte seine Versetzung als Navigationsoffizier auf das Linienschiff Kaiser Wilhelm II. Dort wurde er am 30. März 1906 zum Korvettenkapitän befördert und diente vom 26. September 1906 für ein Jahr als Erster Offizier auf dem Linienschiff Deutschland. Fischer wurde anschließend in das Reichsmarineamt nach Berlin kommandiert und war hier zunächst bis September 1910 in der Militärischen Abteilung des Allgemeinen Marinedepartements eingesetzt. Innerhalb der Behörde wechselte er dann in das Werftdepartement über und stand dem Dezernat für Personalien der technischen und Betriebsbeamten der Werften (B I) vor. In dieser Funktion wurde er am 19. November 1910 Fregattenkapitän. Am 25. September 1911 erhielt er wieder ein Bordkommando, wurde Kommandant des Schulschiffes König Wilhelm und war auch gleichzeitig Kommandeur der Schiffsjungendivision.
Auf Vermittlung des Staatssekretärs im Reichsmarineamt und Admirals Alfred von Tirpitz (1849–1930) übernahm Fischer am 25. April 1913 Kapitän zur See das Amt des „Marineattachés für die Nordischen Länder“. Dieser Posten verband zu dieser Zeit die Pflege der marinepolitischen Beziehungen des Deutschen Reiches zu Dänemark, Norwegen, Russland und Schweden. Seinen Sitz hatte er anfangs an der deutschen Botschaft in Sankt Petersburg. Sein direkter Vorgesetzter war der Geschäftsträger der Botschaft Friedrich Pourtalès (1853–1928). Als Partner für die militärischen Berichterstattungen wirkte zu dieser Zeit Bernhard von Eggeling (1872–1949) als Militärattaché. Mit Ausbruch des Ersten Weltkrieges im August 1914 wurde die Botschaft geschlossen und Fischer-Loßainen verlegte seinen Amtssitz von Sankt Petersburg nach Stockholm, wo er die Marineangelegenheiten für Dänemark, Norwegen und Schweden weiterbearbeitet. Die Kompetenz für Norwegen musste er dann im Oktober 1915, die für Dänemark im April 1918 aufgeben. Die Zuständigkeit für Schweden behielt er indessen bis zum 11. Januar 1919.
Während des Ersten Weltkrieges trat Fischer mit Planungen hervor, Schweden durch eine Landung Finnischer Jäger auf den Ålandinseln in den Krieg zu zwingen. Dieser Plan scheiterte jedoch letztlich am Einspruch des Generals Erich von Falkenhayn, des im Westen liegenden Schwerpunktes der deutschen Kriegsführung und der Hoffnung einen Separatfrieden mit Russland abschließen zu können. Kurz vor der Niederlage Deutschlands im Ersten Weltkrieg beendete er seine Tätigkeit als Marineattaché in Schweden. Kurzzeitig war er von hier aus noch als Leiter der deutschen Delegation zur Festungsberäumung auf den Aaland-Inseln tätig und kehrte daraufhin nach Deutschland zurück.
Am 11. Januar 1919 wurde Fischer aus dem aktiven Dienst verabschiedet und erhielt am 30. August 1919 mit dem Rangdienstalter vom Tage seine Entlassung den Charakter als Konteradmiral verliehen.

### Familie
Fischer hatte sich am 3. Oktober 1905 in Mehlem mit Edith vom Rath (1881–1922), Tochter des Kommerzienrates Emil vom Rath (1833–1923), verheiratet. Aus der Ehe ging die Tochter Renate (1907–1958), später Gutsbesitzerin im ostpreußische Dorf Rehstall, und der Sohn Reinhold (* 1909) hervor, der es später zum Legationsrat I. Klasse im Auswärtigen Amt und zum deutschen Generalkonsul in Lüttich brachte. In zweiter Ehe hatte Fischer am 26. Juni 1931 in Riga Ellinor Myller von Rautenfels (1894–1945) geheiratet.

### Ehrungen

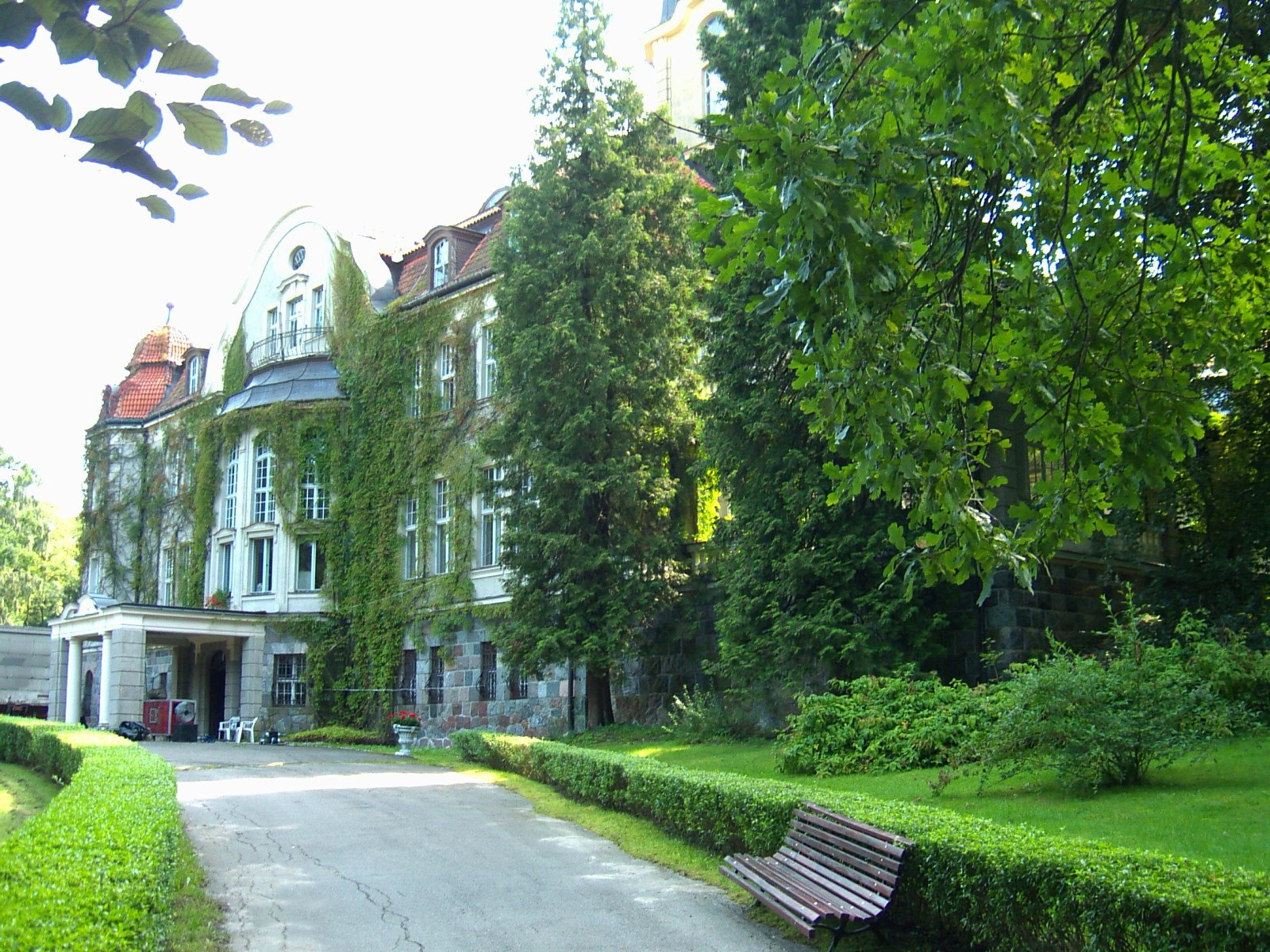
Gut Loßainen heute.

Am 12. Juni 1910 wurde Fischer für seine Verdienste durch König Wilhelm II. in den erblichen preußischen Adelsstand erhoben. In Anlehnung an den Gutsbesitz seiner Familie in der ostpreußischen Landschaft Ermland-Masuren wählte er den Namen Fischer-Loßainen.
Das Gut Loßainen, ein 628 Hektar großes Areal mit Windmühle, Ziegelei und Mausoleum, hatte Fischer bereits um 1885 erworben. Der Sohn baute das nahe der Stadt- und Landgemeinde Rößel gelegene Anwesen ab dem ausgehenden 19. Jahrhundert systematisch aus: So gründete er dort 1910 ein Majora und begann wahrscheinlich zur selben Zeit mit der Errichtung des Schlosses Loßainen, das bis in die Gegenwart überdauert hat und sich heute im Besitz der Universität Ermland-Masuren in Olsztyn (Allenstein) befindet.
Neben seiner Erhebung in den Adelsstand war Fischer im Laufe seiner Militärkarriere mehrfach ausgezeichnet worden und hatte folgende Orden und Ehrenzeichen erhalten:
- Roter Adlerorden III. Klasse mit Schleife[5]
- Kronenorden II. Klasse mit Schwertern[6]
- Eisernes Kreuz (1914) II. und I. Klasse[6]
- Preußisches Dienstauszeichnungskreuz[5]
- Ritter des Greifenordens[5]
- Offizier des Albrechtsordens[6]
- Ritter des Militärordens von Avis[5]
- Kommandeur des Ordens der Krone von Rumänien[5]
- Russischer Orden der Heiligen Anna II. Klasse[5]
- Russischer Sankt-Stanislaus-Orden II. Klasse[5]
- Ritter I. Klasse des Schwertordens[5]